# Narcine insolita
Narcine insolita  (лат.) — вид скатов рода нарцин семейства Narcinidae отряда электрических скатов. Это хрящевые рыбы, ведущие донный образ жизни, с крупными, уплощёнными грудными и брюшными плавниками в форме диска, выраженным хвостом и двумя спинными плавниками. Они способны генерировать электрический ток. Обитают в западной части Индийского океана на глубине до 175 м. Максимальная зарегистрированная длина 35,6 см.
Видовое название происходит от слова лат. insolita — «необычный» и связано с необычным для нарцин крупным размером первого спинного плавника.

## Таксономия
Впервые вид был научно описан в 2002 году. Голотип представляет собой взрослую самку длиной 35,6 см, пойманную креветочным траулером к северо-западу от Мадагаскара (15°20′ ю. ш. 46°11′ в. д.) на глубине 170—175 м. Паратипы: неполовозрелые самцы длиной 25,7—26,6 см, пойманные там же на глубине 150 м и неполовозрелые самки и самец длиной 15,1—23,2 см и 13,5—15,1 см, пойманные к юго-западу от Мадагаскара на глубине 150 м.

## Ареал
Narcine insolita обитают в западной части Индийского океана у побережья Мадагаскара. Эти скаты встречаются на континентальном шельфе на глубине от 150 м до 175 м.

## Описание
У этих скатов овальные и закруглённые грудные и брюшные диски и короткий хвост. Имеются два спинных плавника. У основания грудных плавников перед глазами сквозь кожу проглядывают электрические парные органы в форме почек, которые тянутся вдоль тела до конца диска.
От прочих нарцин Narcine insolita отличаются крупным и выступающим первым спинным плавником, который существенно превышает по высоте, размеру и длине основания второй спинной плавник. Позади глаз расположены крупные закруглённые брызгальца, не выступающие по бокам за линию глаз и окружённые приподнятой кромкой. Расстояние между брызгальцами меньше расстояния между глазами. Зубы оснащены как основным остриём, так и боковыми зубцами. Верхние и нижние зубные полосы равны по ширине.
Окраска дорсальной поверхности тела желтовато-коричневого цвета. Края и задняя часть диска, а также передний край рыла покрыты красновато-коричневыми пятнами неправильной формы. Тёмные коричневые отметины имеются на переднем крае спинных и хвостового плавников. Общее количество позвонков 119—127. Максимальная зарегистрированная длина 35,6 см.

## Биология
Narcine insolita являются донными морскими рыбами. Размножаются яйцеживорождением, эмбрионы вылупляются из яиц в утробе матери и питаются желтком и 
гистотрофом.

## Взаимодействие с человеком
Эти скаты не представляют интереса для коммерческого рыбного промысла. Иногда они попадаются в качестве прилова при коммерческом промысле креветок методом траления. Данных для оценки Международным союзом охраны природы статуса сохранности вида недостаточно.